# Kathera
Kathera es una pueblo y nagar Panchayat situado en el distrito de Jhansi en el estado de Uttar Pradesh (India). Su población es de 7533 habitantes (2011). 

## Demografía
Según el censo de 2011 la población de Kathera era de 7533 habitantes, de los cuales 4045 eran hombres y 3488 eran mujeres. Kathera tiene una tasa media de alfabetización del 68,51%, superior a la media estatal del 67,68%: la alfabetización masculina es del 79,27%, y la alfabetización femenina del 56,16%.